# Ronde van Gabon 2011
De zesde editie van de Ronde van Gabon werd gehouden van 25 tot en met 30 januari 2011. Net als in 2010 werd de Fransman Anthony Charteau (Team Europcar) eindwinnaar van deze meerdaagse wielerkoers.

## Etappe-overzicht
| Etappe | Start     | Finish     | Afstand | Winnaar              | Land               | Leider           | Land               |
| ------ | --------- | ---------- | ------- | -------------------- | ------------------ | ---------------- | ------------------ |
| 1      | Oyem      | Bitam      | 96 km   | Geoffrey Soupe       | Vlag van Frankrijk | Geoffrey Soupe   | Vlag van Frankrijk |
| 2      | Bitam     | Ebolowa    | 147 km  | Yohann Gène          | Vlag van Frankrijk | Geoffrey Soupe   | Vlag van Frankrijk |
| 3      | Bibasse   | Oyem       | 109 km  | Nacer Bouhanni       | Vlag van Frankrijk | Geoffrey Soupe   | Vlag van Frankrijk |
| 4      | Ndjolé    | Lambaréné  | 133 km  | Daniel Teklehaimanot | Vlag van Eritrea   | Anthony Charteau | Vlag van Frankrijk |
| 5      | Lambaréné | Kango      | 149 km  | Yohann Gène          | Vlag van Frankrijk | Anthony Charteau | Vlag van Frankrijk |
| 6      | Owendo    | Libreville | 131 km  | Natnael Berhane      | Vlag van Eritrea   | Anthony Charteau | Vlag van Frankrijk |

## Eindklassement
| rang | renner                      | land                      | ploeg                     | tijd      |
| ---- | --------------------------- | ------------------------- | ------------------------- | --------- |
| 1    | Anthony Charteau            | Vlag van Frankrijk        | Team Europcar             | 19u00'05" |
| 2    | Andy Cappelle               | Vlag van België           | Quick Step                | 05"       |
| 3    | Adil Jelloul                | Vlag van Marokko          | Marokko                   | 07"       |
| 4    | Anders Newbury              | Vlag van Verenigde Staten | Chipotle Development Team | 2'04"     |
| 5    | Daniel Teklehaimanot        | Vlag van Eritrea          | Eritrea                   | 3'52"     |
| 6    | Reinardt Janse Van Rensburg | Vlag van Zuid-Afrika      | MTN-Qhubeka               | 4'04"     |
| 7    | Dan Craven                  | Vlag van Namibië          | Rapha Condor-Sharp        | 5'02"     |
| 8    | Geoffrey Soupe              | Vlag van Frankrijk        | FDJ                       | 5'18"     |
| 9    | Yohann Gène                 | Vlag van Frankrijk        | Team Europcar             | 5'20"     |
| 10   | Jérôme Pineau               | Vlag van Frankrijk        | Quick Step                | 05'24"    |
| 28   | Gael Eyeghe Nzoughe         | Vlag van Gabon            | Gabon                     | 9'49"     |

2006 · 2007 · 2008 · 2009 · 2010 · 2011 · 2012 · 2013 · 2014 · 2015 · 2016 · 2017 · 2018 · 2019 · 2020 · 2023